# Родеано (Удине)
Родеано је насеље у Италији у округу Удине, региону Фурланија-Јулијска крајина.
Према процени из 2011. у насељу је живело 1241 становника. Насеље се налази на надморској висини од 123 м.